# France Svetek
France Svetek, slovenski politik, sindikalni delavec, * 26. november 1892, Ljubljana, † 26. december 1965.

## Življenje in delo
V Pulju je končal tehniško strojno šolo Avstro-ogrske vojne mornarice. Od 1908 je v Ljubljani deloval v Zvezi mladinskih delavcev Avstrije in bil od 1910 njen predsednik. Konec leta 1919 so ga na predlog delavskih sindikatov in Jugoslovanske socialnodemokratske stranke poslali na 1. konferenco dela v Washington, kjer so ga izvolilili v mednarodni urad za delo. Po vrnitvi v Slovenijo je postal tajnik in tudi predsednik osrednjega društva kovinarjev; med drugim je bil član in nato podpredsednik Strokovne komisije ter izdajatelj in urednik glasila Delavec, v katerem je tudi objavljal članke. Bil je tudi član Izvršnega odbora društva Svoboda. Leta 1941 se je vključil v narodnoosvobodilno borbo. V Vrhovnem plenumu OF je predstavljal svobodne socialdemokratske sindikate. Oktobra 1943 je bil na Kočevskem zboru izvoljen za delegata na II. zasedanju AVNOJa. Po vojni je bil na 1. kongresu Enotnih strokovnih zvez delavcev in nameščencev Slovenije izvoljen za podpredsednika.